# Città della Terra di Mezzo
Questo è l'elenco delle città della Terra di Mezzo, che fanno parte dell'universo immaginario fantasy creato dallo scrittore inglese J. R. R. Tolkien. La lista contiene città, villaggi e insediamenti abitati che si trovano nella Terra di Mezzo, in Aman e nell'isola di Númenor.

## Alqualondë
Alqualondë (lett. "Porto dei cigni", da alqua "cigno" a sua volta proveniente da alak "movimento precipitoso" e da londë "porto chiuso dalla terra") è la città principale degli elfi teleri sulle coste di Valinor. È situata a nord-est di Tirion tra il passo Calacirya e la costa dell'Araman nell'Eldamar settentrionale. È stata fondata in un roccioso porto naturale, che accoglie le molte navi dei teleri. È cinta di mura, ospita la torre del re dei teleri Olwë e i suoi edifici sono ricoperti di perle che gli elfi pescano dal mare. Alqualondë è tristemente conosciuta per essere il luogo in cui ne Il Silmarillion i noldor guidati da Fëanor attaccano i loro amici teleri per appropriarsi con la forza delle loro navi, provocando il fratricidio di Alqualondë.

## Andúnië
Andúnië (in quenya "Verso occidente" o "Tramonto", derivato da Andúnë che significa "Occidente", "Ovest") è una città sulla costa nord-occidentale dell'isola di Númenor. Sorge sulla baia omonima, nella regione di Andustar. In principio Andúnië è la città principale dell'isola, ma col tempo viene superata in importanza da Armenelos, dove dimorano i sovrani numenoreani. Per quasi tremila anni della Seconda Era, a partire dalla fondazione del regno di Númenor, è il luogo di approdo delle navi elfiche provenienti da Tol Eressëa, portando talvolta in dono, oro, argento e pietre preziose, che i numenoreani amavano lavorare ma che erano assenti sull'isola. La città è retta dai Signori di Andúnië, discendenti di Valandil di Andúnië e tra le famiglie nobili più importanti dell'isola. A causa del forte retaggio geografico e culturale elfico, Andúnië viene danneggiata dal progressivo distanziamento dei numenoreani dagli elfi e, con l'interruzione degli scambi commerciali con Tol Eressëa, la città cade infine in rovina.

## Annúminas
Annúminas (in sindarin "Torre occidentale" o "Torre del tramonto") era la capitale del regno di Arnor. Fondata da Elendil dopo la caduta di Numenor, era la città da cui l'Alto Re dei Dùnedain regnava, ed era costruita su una penisola rocciosa, sul lago Evendim. La città aveva mura imponenti e tre cancelli per porta. Aveva tre livelli e le costruzioni erano ispirate all'arte numenoreana. All'ultimo livello il palazzo era cinto da mura e da un cancello d'oro. Il palazzo aveva una forma circolare con una cupola sorretta da un colonnato in cima. A fianco dell'ingresso del palazzo si trovava la Torre Occidentale, un'alta torre a base quadrata sulla cui cima ardeva sempre un fuoco. Fu governata dai re di Arnor, discendenti di Isildur, figlio primogenito di Elendil. Dopo la fine dell'unità territoriale di Arnor e la suddivisione nei tre regni, lentamente la città si spopolò, per cadere poi in rovina, e i re di Arthedain si trasferirono a Fornost. Alla fine della Terza Era Annúminas era stata in rovina per oltre duemila anni, quando re Elessar la fece ricostruire e vi stabilì la sua sede quando veniva al nord. Ad Annúminas era custodito un Palantír, poi andato perduto.

## Armenelos
Armenelos (lett. "Città dei re") è la capitale di Númenor e la residenza dei sovrani dell'isola. La città, costruita da Elros, primo re di Numenor, è situata nella regione dell'Arandor, al centro dell'isola, ai piedi del monte sacro Meneltarma. Armenelos è raccordata al mare da una grande via carrozzabile che la collega al porto di Rómenna. Al centro della città sorge una bianca torre, dove è conservato Nimloth, l'albero bianco dono dei Valar. Armenelos viene distrutta nella caduta di Numenor, durante la quale tutta l'isola è inabissata dall'ira di Eru Ilúvatar.

## Avallónë
Avallónë è la città più orientale dell'isola di Tol Eressëa e un porto degli Eldar. È la città più prossima a Valinor pur senza farne parte. Viene fondata all'inizio della Seconda Era dagli elfi di ritorno dalla Terra di Mezzo dopo la guerra d'Ira, diventando così il luogo maggiormente popolato da noldor e sindar che non intendevano trasferirsi a Valinor. Per i numenoreani la città elfica diviene il simbolo del Reame Beato in quanto, nei giorni senza nuvole, dal Meneltarma è possibile scorgere la torre di Avallónë. Dopo la caduta di Numenor e il rimodellamento del mondo, Avallónë divenne il porto d'arrivo per le navi che percorrono la Strada Diritta. Nella torre di Avallónë è custodita la Pietra Padrona, che è in comunicazione con l'unico Palantír della Terra di Mezzo che ha la facoltà di guardare al di là del mare: la Pietra di Elendil a Elostirion.

## Belegost
Belegost (traduzione sindarin del termine nanico Gabilgathol che significa "Gran rocca") è, insieme a Nogrod, una delle due città che i nani costruirono ai piedi dei Monti Azzurri nel corso della Prima Era. Si trova nella parte centro settentrionale della catena montuosa, a difesa di uno dei pochi passi che la attraversa. I nani di Belegost sono rinomati per la loro arte nella lavorazione del ferro e delle gemme. Infatti sono i primi a forgiare cotte di maglia inanellate, aiutano Thingol a costruire Menegroth e sono i creatori della collana Nauglamír, donata a Finrod Felagund, dopo la costruzione della roccaforte di Nargothrond. I nani di Belegost prendono parte alla Nírnaeth Arnoediad contro le forze di Morgoth, ma al termine della Prima Era la città viene distrutta nella guerra d'ira e nel corso della Seconda Era la maggior parte della popolazione si sposta a Moria, sebbene sui Monti Azzurri permanga anche nelle ere seguenti una piccola comunità di nani.
Parte della campagna del bene del videogioco Il Signore degli Anelli: La battaglia per la Terra di Mezzo 2 è ambientata nei Monti Azzurri, dove il giocatore impersona Glóin e Glorfindel in aiuto dei nani a combattere un drago.

## Brea
Brea (Bree in inglese e nella nuova traduzione italiana) è un villaggio situato nell'Eriador a est della Contea. Località principale della Terra di Brea, l'abitato si sviluppa sui fianchi ovest e sud del Colle di Brea, nei pressi dell'incrocio tra la Grande Via Est e il Verdecammino. È uno dei pochi luoghi della Terra di Mezzo in cui uomini e hobbit convivono fianco a fianco.

## Brithombar ed Eglarest
Brithombar è, insieme a Eglarest, uno dei due porti elfici occidentali delle Falas, nel Beleriand. È situata alla foce del fiume Brithon da cui prende il nome. Le due città vennero fondate durante gli Anni degli Alberi dagli elfi falathrim di Círdan. Vennero saccheggiate dagli orchi di Morgoth nella prima guerra del Beleriand, ma, dopo il ritorno dei noldor da Aman, grazie all'aiuto di Finrod e del suo popolo, i porti vennero ricostruiti e diventarono importanti città fortificate. Durante la Nírnaeth Arnoediad, Brithombar ed Eglarest vennero rase al suolo, costringendo i sopravvissuti a scappare sull'isola di Balar insieme a Círdan e Gil-galad.

## Buckburgo
Buckburgo (Bucklebury nell'originale inglese e Borgodaino nella nuova traduzione italiana) è il capoluogo della Terra di Buck, posto a est della Contea, oltre il fiume Brandivino. Nei pressi di Buckburgo si trova il ponte sul Brandivino; importante per il villaggio è anche la presenza del traghetto di Buckburgo. Il paese è separato dalla Vecchia Foresta, ad est, dalla siepe Frattalta. Buckburgo ospita Villa Brandy, un vasto insediamento hobbit situato sulla Collina di Buck e sede della famiglia Brandibuck, che si stabilì per prima nella zona e le diede il nome. Il paese è abitato da hobbit considerati "strani" dagli altri abitanti della Contea per via di alcune abitudini poco prudenti come nuotare e utilizzare barche.

## Carn Dûm
Carn Dûm è la capitale del regno di Angmar e la roccaforte del Re stregone nella Terza Era. È situata nell'Eriador, sulla punta nord-occidentale delle Montagne di Angmar. Viene fondata dal capo dei Nazgûl intorno al 1300 della Terza Era, quando si sposta a nord per creare il regno di Angmar, al servizio di Mordor. Gli abitanti di Carn Dûm comprendono uomini corrotti, orchi, e altre creature dell'ombra. Da qui, il re stregone invia le sue forze a combattere contro i tre stati di Arnor, riuscendo a distruggere rapidamente prima Rhudaur e poi Cardolan. Arthedain cade infine nella battaglia di Fornost nel 1974, ma il re stregone viene inseguito da Glorfindel e nel 1975, Angmar stessa cade sotto l'assalto dei dunedain di Gondor, i sopravvissuti di Arnor, e gli elfi di Lindon. Carn Dûm viene rasa al suolo e i suoi abitanti cacciati e dispersi.
Carn Dûm compare nei videogiochi Il Signore degli Anelli: La battaglia per la Terra di Mezzo 2: L'ascesa del Re stregone, Il Signore degli Anelli Online: Ombre di Angmar e Il Signore degli Anelli: La guerra del Nord.

## Città del Lago
Città del Lago (Lake-town in originale, Pontelagolungo nella traduzione italiana di Adelphi, Esgaroth in sindarin) è una città situata nel Lago Lungo, nelle Terre Selvagge, a sud della Montagna Solitaria e a est di Bosco Atro, non lontano da Dale. La città è costruita interamente su palafitte di legno al di sopra del Lago Lungo. Grazie alla sua fortunata posizione, la Città del Lago è dedita al commercio di materiali preziosi e alimenti. Si tratta di una città-stato indipendente con a capo un governatore.

## Dale
Dale (Vallea nella nuova traduzione italiana de Il Signore degli Anelli, Conca nella nuova traduzione de Lo Hobbit) è una città situata nel nord delle Terre Selvagge, poco distante da Bosco Atro, dalla Città del Lago e ai piedi della Montagna Solitaria. La valle che la ospita è quella del fiume Celduin. Si tratta di una città-stato, che costituisce, insieme al suo circordario, il regno di Dale. È abitata dagli uomini del nord, lontanamente imparentati con i rohirrim.
Dale era una città importante nella regione e il suo mercato era il più vasto del nord della Terra di Mezzo. Nel 2770 della Terza Era, però, l'insediamento fu distrutto dal drago Smaug e la popolazione lo abbandonò per trasferirsi alla Città del Lago. Ne Lo Hobbit, successivamente alla distruzione della Città del Lago sempre da parte di Smaug e alla battaglia dei cinque eserciti, viene rifondato il regno di Dale, retto dal discendente della stirpe di Girion, Bard l'Arciere, che aveva ucciso il drago, e dai suoi discendenti. La città gode da allora di un rinnovato periodo di prosperità e di pace interrotto solo durante la guerra dell'Anello, in cui Dale e il vicino regno di Erebor vengono assediate da un esercito di esterling alleati di Mordor. Durante questa guerra, re Brand, il nipote di Bard, e re Dáin II rimangono uccisi, ma la battaglia di Dale si conclude infine con la vittoria degli uomini e dei nani. Dopo la sconfitta di Sauron e l'incoronazione di Aragorn, Dale viene posto sotto la protezione della corona e dei Regni Riuniti, pur rimanendo a tutti gli effetti indipendente.
Il linguaggio di Dale è il dalish e nonostante sia un linguaggio del nord, è imparentato sia con il rohirric che con l'ovestron. Gli uomini di Dale utilizzano una forma semplificata di cirth per la scrittura. Nei racconti di Tolkien i nomi in lingua dalish sono resi con il norreno sottolineando così la somiglianza di questa lingua con l'ovestron reso in inglese e con il rohirric reso con l'anglosassone.

## Dol Amroth
Dol Amroth è una città sulla costa meridionale di Gondor, capitale del feudo di Belfalas. Costituisce uno dei principali centri di potere di Gondor. È collocata su una penisola che si estende nella baia di Belfalas e ospita la torre di Tirith Aear, che funge da faro e da orientamento per i marinai. Il simbolo della città e dei suoi signori, i principi di Dol Amroth, è un cigno d'argento. Il nome deriva dalla leggenda per cui il corpo del re elfico Amroth, naufragato in pieno mare, finì nella baia di Belfalas, dove si trova Dol Amroth.
Dol Amroth viene fondata nel corso della Seconda Era dal mezzelfo Galador, che ne diviene il primo signore e principe. La casata riconosce l'autorità del sovrano di Gondor. In seguito si imparenta anche con la famiglia dei sovrintendenti, tramite il matrimonio tra Finduilas e Denethor. Nel corso della guerra dell'Anello ne Il Signore degli Anelli, il principe Imrahil guida una compagine di cavalieri e soldati di Dol Amroth per difendere Minas Tirith. Poiché gli abitanti della città non si mischiano mai alle genti autoctone, mantengono una purezza di sangue numenoreano tra le più elevate del regno di Gondor e l'aspetto alto, con occhi grigi e capelli neri tipico dei loro progenitori. A causa del loro lignaggio e della vicinanza con delle colonie di elfi, gli abitanti di Dol Amroth sono tra i pochi gondoriani a parlare prevalentemente in sindarin. Sono inoltre conosciuti per suonare abilmente l'arpa e per la loro potente cavalleria, i "cavalieri azzurri".

## Edhellond
Edhellond (in sindarin "Porto elfico") è un porto situato nel Gondor meridionale, a nord di Dol Amroth e alla confluenza dei fiumi Morthond e Ringlò. La città viene fondata tra la Prima e la Seconda Era da un gruppo di elfi sindarin provenienti dal Beleriand o da Lindon, e si sviluppa in seguito grazie all'afflusso di elfi silvani scesi lungo l'Anduin. Gli elfi di Edhellond mantengono buoni rapporti con i numenoriani e gli uomini di Gondor per tutta la Seconda Era, ma nel corso della Terza iniziano a migrare sempre più numerosi a ovest, fino ad abbandonare completamente la città.

## Edoras
Edoras (in rohirric "Corte" o "Dimora") è la capitale di Rohan. La città si trova a sud del regno, e sorge su una collina in un'ampia valle tra i Monti Bianchi, all'ombra dello Starkhorn. Nei pressi della città scorre il fiume Acquaneve. L'insediamento viene fondato da Brego, che vi sposta la capitale precedentemente situata ad Aldburg, rendendo Edoras la città più grande e importante del regno. La città è circondata da una palizzata di legno e da un fossato, e ospita perlopiù capanne di legno dai tetti di paglia. Al centro dell'abitato sorge il Palazzo d'Oro di Meduseld, un ampio edificio di legno, riccamente decorato con sculture e arazzi, sede del trono dei re di Rohan. Ne Il Signore degli Anelli Gandalf, Aragorn, Gimli e Legolas vi si recano, facendo rinsavire re Théoden. In seguito il sovrano dà ordine di evacuare la città per mettere in salvo la popolazione al Fosso di Helm di fronte alla minaccia di un attacco da parte delle forze di Saruman.
Nella trilogia cinematografica Il Signore degli Anelli il set di Edoras è stato ricostruito sul Mount Sunday in Nuova Zelanda.

## Fornost
Fornost, anche nota come Fornost Erain (sindarin per "Fortezza settentrionale dei re") è una città dell'Eriador, facente parte del regno di Arnor nel nord della Terra di Mezzo. È situata all'estremità meridionale delle Colline Settentrionali, circa cento miglia númenóreane a nord di Brea al termine del Verdecammino.
Fornost viene fondata nella Seconda Era e diviene una delle città principali di Arnor. Poco tempo prima dell'861 della Terza Era, quando il re Eärendur muore e Arnor viene divisa in tre regni, Fornost diventa la capitale del più grande di essi, l'Arthedain. Il primo re di Fornost è Amlaith, primogenito di Eärendur. Nel 1974 Arthedain viene sopraffatta dalle forze di Angmar, che conquistano Fornost. L'anno seguente, una flotta di Gondor guidata da Eärnur sbarca ai Porti Grigi, combatte il Re stregone di Angmar nelle pianure a ovest di Fornost, e sconfigge lui e il suo esercito, anche se il Re stregone riesce a scappare. Dopo questi eventi Fornost viene abbandonata, la città diviene nota con il nome di Forra dei Morti e visitata solo occasionalmente dai raminghi. All'epoca de Il Signore degli Anelli, Fornost è ormai abbandonata da quasi mille anni e le sue rovine coperte d'erba. La città viene però ricostruita da re Elessar dopo la guerra dell'Anello e torna a prosperare.
Fornost compare nei videogiochi Il Signore degli Anelli: La battaglia per la Terra di Mezzo 2: L'ascesa del Re stregone, Il Signore degli Anelli Online: Ombre di Angmar e Il Signore degli Anelli: La guerra del Nord.

## Gondolin
Gondolin è una città segreta degli elfi, fondata da Turgon nella Prima Era in seguito a una visione mostratagli dal vala Ulmo. Si trova nascosta nel cuore degli Echoriath, sulla piana di Tumladen, nel Beleriand, ed è accessibile solo tramite una lunga galleria scavata dalle acque del fiume Sirion, conosciuta con il nome di "Via nascosta". La via nascosta e la città sono protette da sette cancelli, tutti sorvegliati costantemente, e da bianche mura, dominate dalla torre del re. Il suo nome in sindarin significa "Rocca nascosta", e in quenya è Ondolindë, cioè "Rocca della musica acquorea". La città viene descritta ne Il Silmarillion, Racconti incompiuti e Racconti perduti, e la storia della sua caduta per opera delle forze di Morgoth è ripercorsa ne La caduta di Gondolin.

## Gran Burrone
Gran Burrone (nell'originale inglese Rivendell, Forraspaccata nell'edizione Adelphi de Lo Hobbit, Valforra nella nuova traduzione italiana de Il Signore degli Anelli, in sindarin Imladris, lett. "Profonda valletta del crepaccio") è una città e un avamposto degli elfi situato nell'Eriador, in una valle nascosta tra le pendici delle Montagne Nebbiose e uno stretto meandro del fiume Bruinen. Il reame è retto da Elrond ed è un rifugio per molti degli ultimi noldor della Terra di Mezzo e per i dunedain. Gran Burrone è una tappa importante nel viaggio della compagnia di Thorin Scudodiquercia ne Lo Hobbit e della Compagnia dell'Anello ne Il Signore degli Anelli.

## Hobbiville
Hobbiville (Hobbiton nell'originale inglese e nella nuova traduzione italiana, Hobbitopoli nell'edizione Adelphi de Lo Hobbit) è una cittadina della Contea. Il villaggio è posto nel Decumano Ovest, tra Pietraforata sui Bianchi Poggi e Lungacque, nei pressi della Grande Via Est; è attraversato dal torrente Acqua e ai suoi margini è situata la Collina di Hobbiville. La città è abitata da hobbit dediti generalmente all'agricoltura e all'artigianato. Vi abitano anche Bilbo e Frodo Baggins, a Casa Baggins, e Samvise Gamgee. Nella trilogia cinematografica Il Signore degli Anelli, il set di Hobbiville è stato ricostruito in una fattoria a Matamata in Nuova Zelanda.

## Lond Daer Enedh
Lond Daer Enedh, scritto anche nella forma Lond Daer o Lond Daer Ened, (in sindarin "Grande porto di mezzo"), originariamente chiamato Vinyalondë (in quenya "Nuovo porto") è un porto dell'Eriador situato all'estuario del fiume Inondagrigio. Viene fondato dal principe numenoreano Aldarion nei primi anni della Seconda Era come primo insediamento dei númenóreani nella Terra di Mezzo. Da qui i coloni iniziano a raccogliere il legname locale per l'industria navale di Númenor, portando a una rapida deforestazione delle zone circostanti dell'Enedwaith e del Minhiriath e provocando l'ira delle popolazioni indigene dei dunlandiani, che combattono a più riprese contro l'invasore, distruggendo più volte il porto e bruciando frequentemente i grandi depositi di legname.
Dopo un iniziale periodo di fioritura, in seguito alla guerra tra Sauron ed elfi Lond Daer Enedh subisce una lunga fase di declino, dovuta alla carenza di legname e all'arresto della produzione navale; la brama dei númenóreani per nuovi porti si traduce inoltre nella fondazione di nuovi attracchi più a sud, come Pelargir e Umbar, facendo perdere il porto d'importanza. Con la fondazione del regno di Arnor, l'importanza di Lond Daer Enedh viene eclissata da Tharbad e il porto inutilizzato cade in rovina, pur continuando a essere visibile sulle carte della fine della Terza Era.

## Lungacque
Lungacque (Bywater nell'originale inglese e Acquariva nella nuova traduzione) è un villaggio della Contea situato nel Decumano Ovest, nel punto in cui il fiume Acqua forma un piccolo laghetto chiamato Pozza di Lungacque, non lontano da Hobbiville. Trovandosi vicino alla Grande Via Est, Lungacque è un importante snodo della Contea e ospita la frequentata e rinomata osteria del Drago Verde. Qui ne Lo Hobbit Thorin Scudodiquercia e i suoi compagni aspettano Bilbo Baggins per iniziare la loro avventura verso la Montagna Solitaria. Ne Il Signore degli Anelli, quando la Contea viene occupata da Saruman, Lotho Sackville-Baggins diviene il suo luogotenente stabilendo la propria base a Lungacque. Vi ha poi inizio la ribellione degli hobbit contro i soprusi degli uomini di Saruman, e vi si combatte la battaglia di Lungacque nel 3019 della Terza Era, che porta alla liberazione della Contea. Nel corso dell'occupazione e del conflitto la cittadina si spopola e molte case vengono incendiate e rase al suolo.

## Menegroth
Menegroth (in sindarin "Mille caverne") è una città sotterranea e capitale del regno di Doriath, voluta come dimora da re Thingol e da sua moglie Melian, sovrani dei sindar. I due regnanti commissionano la costruzione della città ai nani, i quali realizzano la costruzione scavando nelle viscere della montagna a immagine delle loro città di Nogrod e Belegost. Le porte di Menegroth sono scavate nel fianco di una collina rocciosa lungo il corso del fiume Esgalduin, raggiungibili solo tramite un alto ponte che attraversa la valle. Da qui si accede a numerose aule interne, vaste e riccamente decorate, che conferiscono alla città il suo nome.
Menegroth vede la luce durante gli Anni degli Alberi. In seguito alla prima battaglia del Beleriand, Thingol riunisce a Menegroth quanti più elfi possibile e Melian crea una barriera grazie alla sua magia che impedisce l'accesso alla foresta del Doriath da parte delle forze di Morgoth, permettendo alla città di vivere in pace e di prosperare. A Menegroth vede la luce Lúthien, figlia di Thingol e Melian, della quale si innamora il mortale Beren. Qui Thingol accetta di concedergli la mano di sua figlia in cambio di un Silmaril della corona di Morgoth, che viene per un certo periodo custodito a Menegroth. Dopo la morte di Thingol e il viaggio a ovest di Melian, la reggenza di Menegroth viene assunta dal figlio di Beren e Lúthien: Dior. Quando però i figli di Fëanor vengono a sapere che il Silmaril è custodito nel Doriath e che Dior si rifiuta di cederlo loro, gli muovono guerra, causando il secondo fratricidio tra elfi e la distruzione di Menegroth e del regno, da cui si salvano solo pochi superstiti.

## Minas Morgul
Minas Morgul (in sindarin "Torre della stregoneria") è una città fortificata situata nell'Ithilien, nella valle di Morgul ai piedi degli Ephel Dúath. Viene costruita alla fine della Seconda Era da Isildur come suo seggio personale con il nome di Minas Ithil ("Torre della Luna"), in contrapposizione a Minas Anor fatta erigere da suo fratello Anárion a ovest in posizione simmetrica rispetto a Osgiliath. In questo periodo è una città ricca e prospera, e la sua torre principale ospita un Palantír. Nella Terza Era, tuttavia, la fortezza cade in mano alle forze di Sauron, divenendo il quartier generale del Re stregone e dei Nazgûl. Da allora è nota agli uomini di Gondor come Minas Morgul.

## Minas Tirith
Minas Tirith (in sindarin "Torre di guardia"), anticamente chiamata Minas Anor ("Torre del Sole"), è una città fortezza di Gondor costruita sulla Collina di guardia (Amon Tirith), un rilievo ai piedi del monte Mindolluin all'estremità orientale della catena montuosa dei Monti Bianchi. La cittadella si sviluppa su sette livelli fortificati ed è tagliata da uno sperone roccioso a forma di chiglia di nave che punta verso est, percorso da tunnel attraverso i quali si snoda la via principale della città. Viene fondata al termine della Seconda Era da Anárion con il nome di Minas Anor, ma quando nella Terza Era la sua città gemella Minas Ithil cade nelle mani di Sauron, viene ribattezzata Minas Tirith per via del suo ruolo di guardia nei confronti del male proveniente da Mordor. Dopo la caduta in rovina di Osgiliath ricopre il ruolo di capitale di Gondor. Ne Il Signore degli Anelli Minas Tirith ricopre un ruolo fondamentale nella vicenda e ospita la battaglia dei Campi del Pelennor.

## Moria
Moria (lett. "Abisso nero", in khuzdul Khazad-dûm) è una città dei nani situata nella parte centrale delle Montagne Nebbiose. Viene fondata da Durin poco dopo il suo risveglio durante gli Anni degli Alberi. Dopo la distruzione del Beleriand, Moria si arricchisce degli esuli provenienti dalle abbandonate Belegost e Nogrod, diventando il più grande e fiorente insediamento nanico della Terra di Mezzo. Al suo apice Moria arriva a ospitare numerose sale, distribuite su più livelli, che mettono in comunicazione i due versanti delle Montagne Nebbiose. La ricchezza della città risiede nell'estrazione di mithril, ma scavando sempre più in profondità i nani risvegliano il balrog Flagello di Durin, che decima la popolazione e causa la fuga dei nani dalle miniere nel corso della Terza Era. Ai tempi de Il Signore degli Anelli, Moria è ormai un luogo tenebroso, dalla terribile fama, dimora di un innumerevole numero di orchi, troll e dello stesso balrog. Di qui si avventura la Compagnia dell'Anello per attraversare le Montagne Nebbiose.

## Nargothrond
Nargothrond (termine sindarin tradotto dal khuzdul Nulukkizdîn, lett. "Fortezza sotterranea sul Narog") è una città sotterranea elfica eretta sulla riva destra del fiume Narog, nel Beleriand occidentale. La città viene fondata nella Prima Era da Finrod Felagund su imitazione della fortezza di Menegroth, ed è pertanto costituita da una moltitudine di aule sotterranee. Per i lavori di scavo e di costruzione gli elfi si fanno aiutare da nani dei Monti Azzurri.
Nargothrond viene governato da Finrod finché egli non si avventura con Beren nella cerca dei Silmaril, perendo nell'impresa. Il governo della città e del regno passa quindi a suo nipote Orodreth. In questo periodo gli elfi di Nargothrond si limitano a contenere l'avanzata delle forze di Morgoth, senza tentare imprese militari su larga scala e preferendo mantenere segreta la posizione della loro capitale. Giunto a Nargothrond, Túrin Turambar persuade i suoi compaesani a muovere guerra aperta alle armate di Morgoth e fa erigere un ponte sul Narog in modo da poter muovere più velocemente le proprie armate. Proprio questo ponte, tuttavia, permette agli orchi di oltrepassare le difese di Nargothrond e di saccheggiare la città. Nelle aule abbandonate si stabilsce poi il drago Glaurung, che si pone a guardia dei tesori rimasti. Dopo la morte di Glaurung, Nargothrond viene occupata dal nanerottolo Mîm, avido delle sue ricchezze, ma questi viene poi ucciso da Húrin.

## Nogrod
Nogrod (lett. "Dimora cava", in khuzdul Tumunzahar) è una delle due città, insieme a Belegost, che i nani costruiscono ai piedi dei Monti Azzurri nel corso degli Anni degli Alberi. I nani di Nogrod sono rinomati per la loro produzione di armi, gioielli e costruzioni. Nei primi anni del loro regno i loro rapporti con gli elfi sono pacifici e si basano sui commerci e sui reciproci aiuti militari contro le armate di Morgoth. Dopo che re Thingol di Doriath entra in possesso di un Silmaril e della collana Nauglamír, tuttavia, i rapporti tra i due popoli si incrinano per una disputa sui legittimi proprietari degli artefatti, disputa che porta a spargimenti di sangue dall'una e dall'altra parte. Nogrod rimane gravemente danneggiata nella guerra d'ira e nello sprofondamento del Beleriand al termine della Prima Era, motivo per cui viene abbandonata negli anni seguenti.

## Osgiliath
Osgiliath è l'antica capitale di Gondor. La città si estende sulle due rive dell'Anduin, collocandosi circa a metà strada tra Minas Anor a ovest e Minas Ithil a est. Il nome è l'unione delle parole sindarin ost ("cittadella") e gil ("stella"), con l'aggiunta del suffisso -ath che indica pluralità, e significa "Fortezza della moltitudine di stelle", riferendosi al più importante edificio della città, la grande cupola Rond Giliath (lett. "Cupola delle stelle") che ospita un palantír. Nel suo periodo di massimo splendore Osgiliath ospita numerosi edifici in pietra, il trono di Gondor, un grande ponte che mette in comunicazione le due sponde del fiume e un porto per le navi risalenti l'Anduin.
Osgiliath viene fondata dai fratelli Isildur e Anárion alla fine della Seconda Era come capitale del regno di Gondor. Poco dopo la fondazione la città deve fronteggiare un attacco delle forze di Sauron, ma grazie alla resistenza di Anárion e all'aiuto offerto dall'Ultima Alleanza i nemici vengono ricacciati e la capitale può godere di un lungo periodo di pace e prosperità. Il declino di Osgiliath ha inizio nel corso della Terza Era, dopo la rovinosa guerra civile e la Grande Epidemia che si abbattono su Gondor. Con la caduta di Minas Morgul nelle mani di Mordor, la città diviene poco sicura e subisce ripetuti attacchi da parte degli orchi; la capitale viene quindi spostata a Minas Tirith e la popolazione fatta evacuare. Grazie agli sforzi del sovrintendente Boromir, Gondor riesce a mantenere il controllo della sponda ovest della città, ormai caduta in rovina, insediandovi una guarnigione. Nel corso della guerra dell'Anello ne Il Signore degli Anelli, le forze del Re stregone di Angmar occupano la metà orientale della città e lanciano un primo attacco alle postazioni gondoriane, che Boromir, figlio del sovrintendente Denethor II, riesce ad arginare. Suo fratello Faramir, tuttavia, non può nulla contro una più massiccia incursione, e Osgiliath cade infine nelle mani del nemico. Dopo la vittoria di Gondor nella battaglia dei Campi del Pelennor, Osgiliath viene però riconquistata.
Nel film Il Signore degli Anelli - Le due torri, contrariamente a quanto avviene nel libro, Faramir conduce Frodo, Sam e Gollum a Osgiliath, dove assistono a una battaglia. La città compare anche nel film Il Signore degli Anelli - Il ritorno del re e nei videogiochi Il Signore degli Anelli: La Terza Era, Il Signore degli Anelli: La conquista e Il Signore degli Anelli Online: Ombre di Angmar.

## Ost-in-Edhil
Ost-in-Edhil (lett. "Fortezza degli elfi") è una città elfica dell'Eregion, nel punto in cui il Sirannon incrocia il Glanduin. Viene fondata durante la Seconda Era da Celeborn e Galadriel, divenendo la capitale del regno elfico dell'Eregion e ospitando una nutrita schiera di noldor e sindar. Ost-in-Edhil diviene famosa per l'abilità dei suoi fabbri, su cui spicca Celebrimbor, un discendente di Fëanor e governatore della città dopo la dipartita di Celeborn e Galadriel. Qui, con la complicità di Sauron, egli crea gli Anelli del Potere. Quando Sauron però mostra le sue vere intenzioni, tra gli elfi e l'oscuro signore scoppia la guerra, e Ost-in-Edhil viene completamente distrutta. Ne Il Signore degli Anelli la Compagnia dell'Anello passa in prossimità delle rovine di Ost-in-Edhil prima di raggiungere Moria.

## Pelargir
Pelargir è una città portuale di Gondor situata lungo il corso del fiume Anduin, nei pressi della foce, alla confluenza con l'affluente Sirith. Viene fondata nel 2350 della Seconda Era da numenoreani fedeli ai Valar in esilio e, dopo la caduta di Numenor, entra a far parte del reame di Gondor. Per anni Pelargir prospera, diventando una delle città principali di Gondor e, insieme a Dol Amroth, la sede della flotta gondoriana e baluardo contro le scorrerie navali dei corsari di Umbar. La considerazione di cui gode Pelargir si evince anche dal fatto che per alcuni secoli, sotto i Re Navigatori, funge da capitale secondaria di Gondor, arrivando addirittura per breve tempo a soppiantare in importanza Osgiliath. Ne Il Signore degli Anelli i corsari di Umbar e gli haradrim salpano con una vasta flotta per attaccare Pelargir nel corso della guerra dell'Anello, ma vengono sconfitti da Aragorn e dall'esercito dei morti. Tolkien durante un viaggio a Venezia ha affermato che la città gli richiamava alla mente "la vecchia Gondor o Pelargir".

## Pietraforata sui Bianchi Poggi
Pietraforata sui Bianchi Poggi (nell'originale inglese Michel Delving on the White Downs, Gran Sterro sui Poggi Bianchi nella nuova traduzione italiana) è la città più grande e il capoluogo de facto della Contea. È situata nel Decumano Ovest, sulla Grande Via Est. È abitata dagli hobbit ed è citata nei romanzi Lo Hobbit e Il Signore degli Anelli. Oltre ai tipici smíal, Pietraforata ospita anche numerosi edifici in legno e pietra. A Pietraforata è situato anche il museo hobbit di Casa Mathom e numerosi tunnel che fungono da magazzino.

## Porti Grigi

I Porti Grigi nel film Il Signore degli Anelli - Il ritorno del re

I Porti Grigi (Grey Havens nell'originale inglese, chiamati anche Rifugi Oscuri o Grigi Approdi in alcune traduzioni italiane, Mithlond in sindarin) sono una città portuale del regno di Lindon, nel nord-ovest della Terra di Mezzo, alla foce del fiume Lhûn. La sua fondazione risale all'inizio della Seconda Era, per opera di alcuni elfi del Beleriand che decidono di rimanere nella Terra di Mezzo dopo le guerre contro Morgoth. Retti da Círdan e da Gil-galad, i Porti Grigi costituiscono uno dei più grandi insediamenti elfici al di qua del mare e vengono utilizzati per secoli come punto di partenza principale alla volta di Valinor per quegli elfi che desiderano lasciare per sempre la Terra di Mezzo. Qui approdano per la prima volta sulla Terra di Mezzo i numenoreani e gli Istari. Al termine della Terza Era, inoltre, vi si recano Frodo, Bilbo, Gandalf, Galadriel ed Elrond per salpare alla volta di Valinor. Molti anni dopo, l'ultimo a partire è Samvise Gamgee essendo stato anch'egli anche se per poco, il portatore dell'anello.

## Rómenna
Rómenna è un porto di Númenor situato nella regione di Arandor, nel punto più interno del lungo fiordo che suddivide le regioni di Orrostar e Hyarrostar. La città costituisce l'unico approdo orientale dell'isola a causa della conformazione a scogliera di gran parte della costa di Numenor e il principale porto commerciale numenoreano. È collegata alla capitale del regno, Armenelos, da una grande via carrozzabile, e ospita i maggiori cantieri navali dell'isola e i migliori carpentieri. Il nome Rómenna deriva dal termine quenya romen col vario significato di "sorgente", "alba", "est" e significa "rivolto a est", con riferimento alla collocazione geografica della città e della sua funzione di approdo per le navi provenienti dalla Terra di Mezzo. Sotto il regno di Ar-Gimilzôr (3102-3177 della Seconda Era), uno dei regnanti númenóreani apertamente insofferenti e ostili verso gli elfi, gli appartenenti alla fazione dei fedeli vengono obbligati a lasciare la costa occidentale di Numenor e a trasferirsi, sotto sorveglianza, a Rómenna. In seguito è da Rómenna che Elendil e i suoi seguaci salpano alla volta della Terra di Mezzo poco prima della caduta di Numenor.

## Tharbad
Tharbad (nelle edizioni italiane de Il Signore degli Anelli fino al 2002 chiamata Sarbad) è una città numenoreana dell'Eriador meridionale, situata in prossimità di un guado sul fiume Inondagrigio. La città viene fondata durante la Seconda Era e, grazie al fiume navigabile e a un'ottima infrastruttura portuale, diventa una delle principali basi mercantili numenoreane nella Terra di Mezzo, arrivando anche a superare il porto di Lond Daer Enedh sulla costa. La sua importanza strategica deriva inoltre anche dalla sua posizione come porta dell'Eriador, poiché punto di passaggio per i viaggiatori che intendono attraversare l'Inondagrigio percorrendo il Verdecammino. In seguito alla caduta di Numenor, Tharbad entra a far parte del regno di Arnor, divenendo uno degli insediamenti più ricchi e potenti del reame. Con la divisione di Arnor, la città viene incorporata nel regno di Cardolan, fino alla devastazione dei tre regni ad opera delle forze di Angmar nel 1974 Terza Era. Da allora la città diviene disabitata e si trasforma in un cumulo di macerie, visitate di tanto in tanto solo dai raminghi del nord.

## Tirion
Tirion (in quenya "Grande torre di guardia") è la più grande città degli elfi di Valinor. Essa è posta sopra il verde colle di Túna, nella valle di Calacirya tra le alte montagne Pelóri. La città ha bianche mura e tetti ornati da cupole auree; nel punto più elevato del Túna si trova il palazzo del re supremo dei noldor, sormontato dalla Mindon Eldaliéva, la torre più alta tra quelle di Tirion che proietta un raggio argenteo visibile dal mare. Originariamente Tirion è popolata anche dai vanyar, ma col tempo questi si spostano a Valmar, mentre a Tirion rimangono soltanto i noldor. La città viene governata da Finwë e, dopo la sua morte e la partenza dei noldor per il Beleriand, dal suo figlio terzogenito Finarfin. Altri nomi di Tirion sono, secondo i Racconti ritrovati, Kor o Kortirion.

## Tucboro
Tucboro (nell'originale inglese Tuckborough e Borgo Tuck nella nuova traduzione italiana) è un villaggio della Contea, uno degli insediamenti più importanti del Decumano Ovest e il capoluogo della Tuclandia, la signoria della famiglia Tuc. Tucboro è situata a sud di Hobbiville, vicino al Verdecammino. A Tucboro sono situati i Grandi Smial, dimora dei Tuc ed è il luogo di nascita di Peregrino Tuc.

## Umbar
Umbar è un porto della Terra di Mezzo meridionale, a sud della baia di Belfalas, tra Gondor e Harad. La città compare nella parte inferiore delle mappe presenti nelle prime edizioni de Il Signore degli Anelli, ma è assente nelle edizioni più moderne, le quali mostrano un'area inferiore della Terra di Mezzo. Umbar viene fondata intorno al 1200 della Seconda Era, quando i numenoreani iniziano a costruire i primi porti permanenti nella Terra di Mezzo. Nel 3261 vi sbarca l'ultimo re di Numenor, Ar-Pharazôn, per combattere Sauron e qui il maia si sottomette al sovrano. Dopo la caduta, Umbar diviene un reame numenoreano in esilio come Arnor e Gondor, ma a differenza di questi ultimi è una roccaforte dei numenoreani neri, volti all'adorazione del malvagio Morgoth e nemici degli elfi e degli altri superstiti della loro razza.
Per tutto il corso della Terza Era, i corsari di Umbar rappresentano una minaccia costante per il regno di Gondor, con attacchi dall'una e dall'altra parte e brevi momenti di pace. Nel 933 la fortezza viene catturata dal re di Gondor Eärnil I, dopo un attacco a sorpresa, sebbene ad alto costo. Umbar diventa uno dei grandi porti di Gondor e sua importante roccaforte per i successivi cinquecento anni. Il potere di Gondor su Umbar cessa nel 1448, a opera di Castamir l'Usurpatore. Nel 1634 i corsari saccheggiano Pelargir, uccidendo re Minardil. La fortezza viene ripresa da Gondor 178 anni dopo, ma persa nuovamente, questa volta a favore degli haradrim, dai quali nasce una nuova generazione di corsari, crudeli schiavisti che spesso saccheggiano le coste di Belfalas e Anfalas. Nel 2758 Umbar partecipa a un massiccio e coordinato attacco con gli haradrim e i dunlandiani contro Gondor e Rohan.
In seguito Umbar estende la sua sfera di influenza all'Harondor e, quando Sauron dichiara apertamente il suo ritorno, si schiera con lui. Nel 2980 la città subisce una pesante sconfitta, quando Aragorn guida una forza di assalto che distrugge buona parte della flotta umbariana e uccide il capitano del porto. Durante la guerra dell'Anello, Umbar non si è ancora completamente ripresa, ma può comunque inviare cinquanta grandi navi e numerose imbarcazioni più piccole per invadere le coste di Gondor e spazzare via le maggiori forze di difesa di Minas Tirith. L'attacco dei corsari viene fermato ancora una volta da Aragorn e dall'esercito dei morti a Pelargir. Con la sconfitta di Sauron, Umbar, indebolita e indifesa, cede la sua sovranità e viene sottomessa alla corona di re Elessar.

## Valmar
Valmar, chiamata anche Valimar, è la capitale del regno di Valinor e la residenza dei valar e dei maiar. Si trova nella parte centro-orientale di Aman. Valmar viene costruita dai valar e dai maiar come loro residenza dopo aver plasmato Arda; in seguito vengono invitati ad abitarvi anche gli elfi vanyar. La città ha un aspetto imponente e magnifico, con ampie torri, palazzi ed edifici interamente costruiti in oro, argento, platino e mithril. È inoltre conosciuta per le sue molte campane, che riempiono l'aria di dolci suoni. Sul vicino colle di Ezellohar, fuori città, si trovano i due Alberi di Valinor, prima della loro distruzione da parte di Morgoth e Ungoliant.

## Vinyamar
Vinyamar (in quenya "Nuova dimora") è una città del Beleriand occidentale, situata nella regione costiera del Nevrast alle pendici del Monte Taras. È la prima città fondata dai noldor dopo il loro ritorno nella Terra di Mezzo da Valinor nella Prima Era. A questi si unisce col tempo anche la locale popolazione di elfi sindarin. Vinyamar viene abbandonata appena un secolo dopo la sua fondazione, quando Ulmo consiglia a Turgon e al suo popolo di rifugiarsi a Gondolin per nascondersi agli occhi di Morgoth. In seguito la città cade in rovina e viene visitata solo da Tuor su indicazione di Ulmo, il quale gli consegna un messaggio per Turgon.